# پیتر منزیس جونیور
پیتر منزیس جونیور (انگلیسی: Peter Menzies Jr) یک فیلم‌بردار اهل استرالیاست.
از فیلم‌ها یا مجموعه‌های تلویزیونی که وی در آن‌ها نقش داشته است می‌توان به جان‌سخت ۳، لارا کرافت: مهاجم مقبره، سیزدهمین سلحشور، جک کانگورو، تک‌تیرانداز، هالک شگفت‌انگیز، برخورد تایتان‌ها، شن‌های سفید، گریز، زمانی برای کشتن، دختر ژنرال، بچه، چهار برادر، آدم‌ربایی، فصل کشتن، بی‌مصرف‌ها ۳، خدایان مصر و همه نگاه‌ها به من اشاره نمود.